# Mamadou Diagné
Mamadou Diagné (ur. 27 listopada 1990) – senegalski piłkarz, grający na pozycji środkowego obrońcy w nieznanym klubie. 

## Kariera klubowa

### Początki (–2009)
Zaczynał karierę w ASC Diaraf.

### KAC Kénitra (2009–2015)
1 lipca 2009 roku trafił do KACu Kénitra. W najwyższej lidze z tym zespołem zadebiutował 22 sierpnia 2011 roku w meczu przeciwko Rai Casablanca, wygranym 1:0. W debiucie strzelił gola – do siatki trafił w 90. minucie. W swoim pierwszym sezonie zagrał 6 meczów i strzelił gola.
W sezonie 2012/13 rozegrał 16 spotkań.
23 mecze i gol – to są jego statystyki w sezonie 2013/14.
17 spotkań zagrał w swoim ostatnim sezonie (2014/15).
Łącznie zagrał 62 mecze i strzelił dwa gole.

### Dalsza kariera (2015–)
1 lipca 2015 roku dołączył do Al-Suwaiq Club. Z omańskim zespołem występował w azjatyckich pucharach.
1 lipca 2017 roku został zawodnikiem nieznanego klubu.